# Kleisz Márk
Kleisz Márk (Budapest, 1998. július 2. –) magyar válogatott labdarúgó.

## Pályafutása

### Klubcsapat
Egészen fiatalon, már ötévesen az Újpest utánpótlás csapataiban pallérozódott, majd 2011-ben a BLSZ I-ben szereplő Fővárosi Vízművek SK játékosa lett. A Vasashoz 2015-ben került, majd a 2016–2017-es bajnoki rajt előtt aláírta élete első profi szerződését. Bemutatkozására július 17-én az MTK ellen került sor, csereként négy percet játszott. 

### A válogatottban
Az U19-es válogatottban Michael Boris szövetségi edző alapemberként számított rá a 2017-es U19-es Európa-bajnokság selejtezői során. 2017-ben meghívott kapott Bernd Storck szövetségi kapitánytól a június 5.-i és június 9.-i Oroszország és Andorra elleni mérkőzésekre készülő felnőtt válogatott keretébe. 2017. június 5-én Oroszország ellen debütált a magyar válogatottban.

### Mérkőzései a válogatottban
| Magyarország | Magyarország    | Magyarország             | Magyarország | Magyarország | Magyarország | Magyarország | Magyarország | Magyarország |
| #            | Dátum           | Helyszín                 | Hazai        | Eredmény     | Vendég       | Kiírás       | Gólok        | Esemény      |
| ------------ | --------------- | ------------------------ | ------------ | ------------ | ------------ | ------------ | ------------ | ------------ |
| 1.           | 2017. június 5. | Budapest, Groupama Aréna | Magyarország | 0 – 3        | Oroszország  | barátságos   | -            | a szünetben  |
|              | Összesen        |                          |              | 1            | mérkőzés     |              | 0            | gól          |